# Kecamatan Cirebon Selatan
Kecamatan Cirebon Selatan är ett distrikt i Indonesien.   Det ligger i provinsen Jawa Barat, i den västra delen av landet, 190 km öster om huvudstaden Jakarta.